# Vlastimil Matula
Vlastimil Matula (28. července 1895 Strážnice – 11. září 1965 Praha) byl český radiolog, chemik, svobodný zednář a autor odborné a populárně vědecké literatury z oboru (některé pod pseudonymem V. H. nebo V. A. Matula).
V letech 1920–24 pracoval jako asistent chemicko-farmakologického ústavu University Karlovy, od roku 1924 jako chemik Státního ústavu radiologického při Ministerstvu veřejných prací v Praze. V roce 1932 byl zakládajícím členem Klubu přírodovědeckého v Praze. Po osvobození Československa v roce 1945, kdy byl Státní ústav radiologický převeden pod Ministerstvo zdravotnictví, stal se jeho ředitelem, tuto funkci vykonával do roku 1952. V roce 1950 se stal velmistrem lóže Dílna lidskosti.

## Dílo

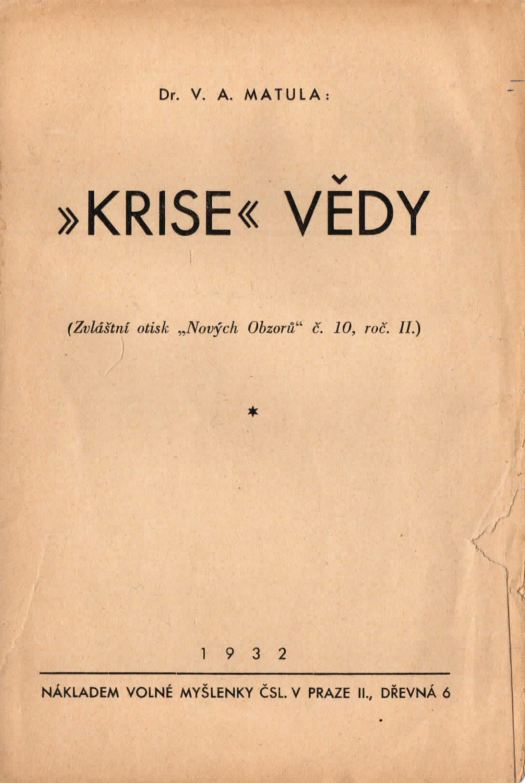

- Einsteinova theorie relativity, 1924, František Svoboda
- Přírodovědecké základy názoru světového, 1924, František Svoboda, v edici Lidová osvětová knihovna
- Stručné dějiny chemie, 1926
- Boj o tajemství hmoty, 1938, E. Beaufort – podtitul Cesta chemie
- Hmota a její proměny, 1940, Pokrok
- Kdo je Boh. Brauner, 1947, Orbis – životopis významného českého chemika
- Hledání kamene mudrců, 1948, Orbis – podtitul Podstata a smysl alchymie
- Kdo je Madame Curie, 1949, Orbis – životopis polské fyzičky a chemičky